# Melchor Hoffman
Melchor Hoffman o Melchior Hoffman (Schwäbisch Hall, 1495 - Estrasburgo, 1544) fue un predicador luterano que se convirtió en anabaptista y decía poseer visiones proféticas, anunciando la segunda venida de Jesucristo, que sucedería en Estrasburgo o, según parte de sus seguidores, en Münster, caracterizada como la Nueva Jerusalén.

## Primeros años
Recibió una buena educación primaria y aprendió el oficio de peletero. Mostró un temprano interés en la Biblia y la literatura religiosa, especialmente los textos de Johann Tauler y Berthold Pirstinger. Los escritos de Martín Lutero lo conmovieron y se convirtió en su ferviente seguidor. En 1523 Hoffman estuvo en Valmiera, hasta que fue encarcelado y deportado. En el otoño de 1524 llegó a Dorpat, donde predicó en contra de las imágenes, de manera que las autoridades le obligaron a abandonar la ciudad. Después de ir a Riga para confirmar su autorización para predicar, fue a Witemberg en 1525, donde se entrevistó con Lutero.
En medio de polémicas con los luteranos de Dorpat y Tallin sobre los frutos de la fe, Hoffman comenzó a dudar de la doctrina luterana. Volvió a predicar en Estocolmo en 1526 y allí se casó, tuvo un hijo y escribió tres folletos, en uno de los cuales comenta el capítulo 12 del libro de Daniel, dice que los laicos también deben ser predicadores, que la comunión es un recuerdo de la muerte de Cristo y una celebración de la unión más íntima con Él, que es el producto de la fe; rechaza el ejercicio de la fuerza en asuntos de fe y el juramento y anuncia la proximidad del fin del mundo. A causa de sus doctrinas, el rey Gustavo Vasa pidió su dimisión el 13 de enero de 1527 y Hoffman se vio forzado a salir de Suecia.

## Anabaptismo

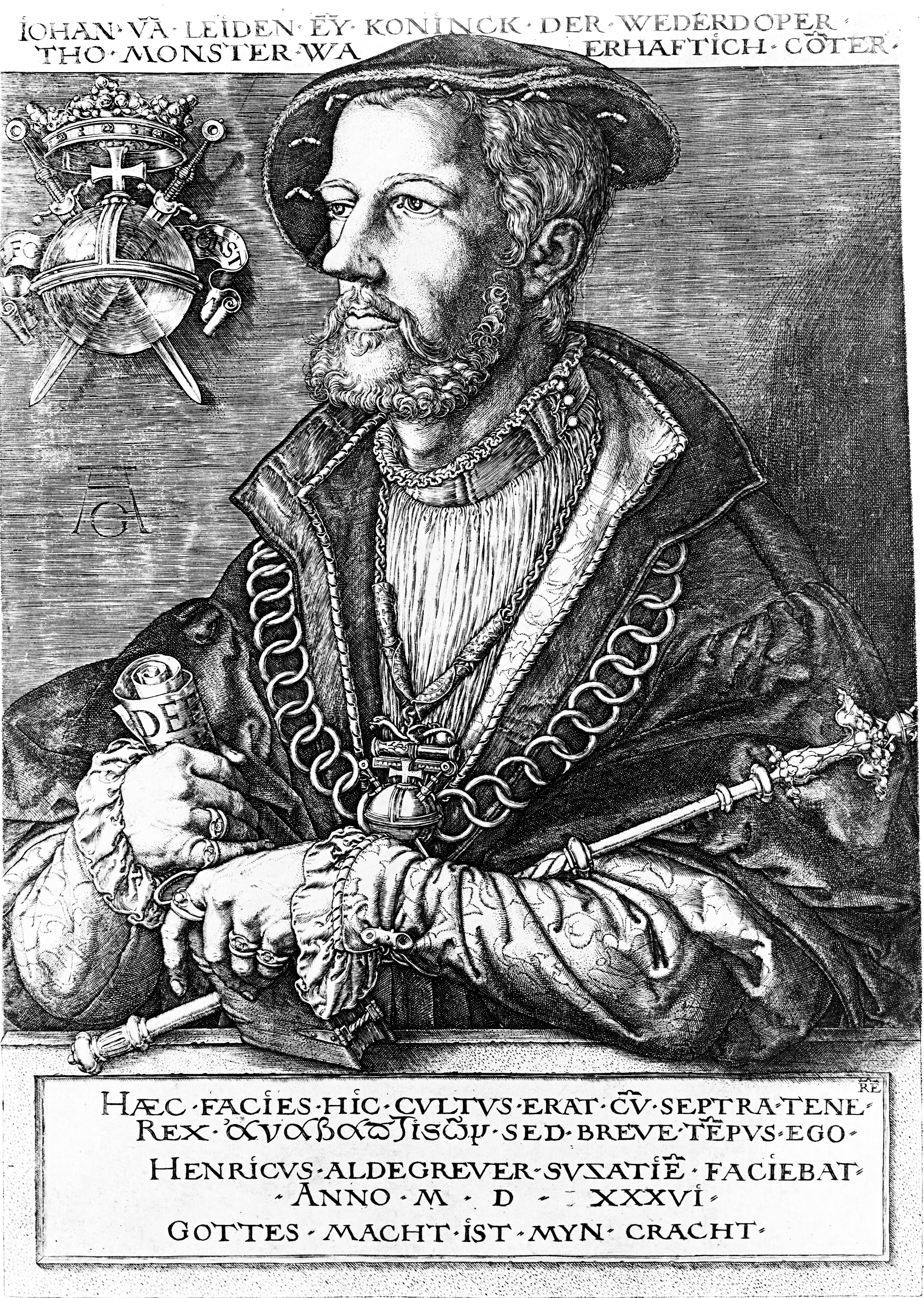
Retrato de Jan van Leyden poco antes de su ejecución.

A partir de 1530, no sólo se produjo en Europa la ruptura religiosa entre católicos y protestantes, sino que surgió un amplio sector de cristianos que no se alineaban ni con unos ni con otros. 
Los anabaptistas postularon que el principio luterano de la justificación por la fe implicaba que los creyentes se hiciesen rebautizar, puesto que no habían podido formular ningún acto de fe cuando, todavía en pañales, habían recibido ese sacramento. Además, se oponían a cualquier ritualismo, a la violencia y la institución de las Iglesias estatales, organizándose como comunidades de conversos por el nuevo bautismo con connotaciones igualitarias y antijerárquicas. Tal deducción fue elaborada a partir de 1520 aproximadamente por predicadores como Thomas Müntzer y Nicolás Storch. Las autoridades luteranas reaccionaron expulsándolos y obligándolos a profesar sus creencias en secreto.
Melchor Hoffman entró en contacto con el anabaptismo en Estrasburgo y se rebautizó allí en 1530. El bautismo de adultos (o rebautismo) se había vuelto el tema sobre el que predicaban muchos simpatizantes de la reforma protestante. Durante ese mismo año introdujo el bautismo de creyentes en Emden, Frisia Oriental, donde encontró el terreno bien abonado por el movimiento sacramentista. 
En Volkerts, Tripmaker, un seguidor de Hoffman, rebautizado por él, bautizó a Sicke Freerks Snijder en Emden. Este fue a Leeuwarden, la capital de la provincia holandesa de Frisia, donde murió como un mártir debido a su rebautismo. 
Durante los primeros años, muchos anabaptistas habían estado muy preocupados por el inminente retorno de Cristo. Hoffman puso pronto gran énfasis en sus visiones proféticas y la segunda venida de Jesucristo, pero bajo la presión de las persecuciones ordenó que cesara el rebautismo durante dos años (1531-1533). Enseñó que después del sitio de Estrasburgo y la matanza de los ateos en 1533, él y sus 144.000 seguidores irían a esperar el regreso de Jesucristo. Hoffman sostenía además un punto de vista propio sobre la encarnación, según el cual Jesús tomó su carne celestial, no de María, sino fuera de ella.
Con todo, mientras sus especulaciones contribuían a levantar el reino anabaptista de Münster, no tuvieron influencia en Alemania del Sur, Suiza o Moravia. Después de que fuera encarcelado en Estrasburgo en mayo de 1533, el movimiento anabaptista de los Países Bajos quedó bajo la influencia de predicadores que se aprovecharon del milenarismo de las enseñanzas hoffmanianas (o melchoritas, como llamaban a su movimiento) y levantaron la prohibición a Hoffman de rebautizar. 
Jan Matthijs, Jan van Leyden y otros como ellos se volvieron líderes prominentes. Como resultado de la dura persecución transformaron el pacífico movimiento de anabaptistas bíblico en un militante movimiento político, basándose en relatos épicos del Antiguo Testamento, donde se esperaba que cada ciudadano ayudara al regreso milenario de Jesucristo, que Hoffman había profetizado que comenzaría en Estrasburgo, y que ellos profetizaron que acaecería en Münster.

## La Nueva Jerusalén en Münster
El gobierno encontró solo dos caminos para combatirlos: prisión o destierro. El propósito primario de aprisionarlos no era castigarlos, sino eliminar sus más activos propagandistas y quebrar la resistencia de sus líderes. Apenas abandonaban sus ideas, eran liberados inmediatamente. Hoffman murió en Estrasburgo en su calabozo, al negarse a ceder. Con todo, el grupo de anabaptistas que había liderado continuó desde 1530 hasta 1539.
El esfuerzo por establecer una Nueva Jerusalén en Münster en 1534-1535, afectó el curso y futuro del anabaptismo, y Jan Bockelson, también llamado Juan de Leiden, se proclamó rey de la ciudad de Münster, rebautizada por él como Nueva Jerusalén en 1534, donde rechazaban el pacifismo, practicaban la poligamia y la comunidad de bienes.
Jan van Geelen organizó una defensa armada de la comunidad anabaptista en Olde-Klooster, cerca de Bolsward. El 7 de abril de 1535, este grupo fue derrotado. La Nueva Jerusalén en Münster también acabó violentamente. Algunos escaparon y los líderes fueron torturados hasta la muerte. Bockelson fue ajusticiado en 1536, después de un año de asedio. 
Tras la derrota del milenarismo de Münster, los anabaptistas melchoritas, comunidades religiosas integradas por gente humilde de las capas rural y urbana, fueron perseguidos como secta rebelde. Luego de su desaparición, surgieron nuevos grupos anabaptistas con la denominación de "menonitas", liderados por el reformador holandés Menno Simons, así como los hermanos hutteritas, seguidores de Jakob Hutter, de tendencia comunista pacifista y que practicaban la comunidad de bienes.
Por el Decreto Imperial de Augsburgo de 1551, los anabaptistas fueron condenados a muerte sin juicio previo, donde se los encontrara, aunque sólo desearan profesar su fe. Solo consiguieron salvarse algunos grupos minoritarios.